# Виллебрандс, Йоханнес
Йоха́ннес Ге́рард Мари́я Виллебра́ндс (нидерл. Johannes Gerhardus Maria Willebrands; 4 сентября 1909, Бовенкарспел, Северная Голландия, Нидерланды — 2 августа 2006, Денекамп, Нидерланды) — нидерландский куриальный кардинал. Председатель Секретариата, позднее Папского Совета по содействию христианскому единству с 12 апреля 1969 по 12 декабря 1989. Кардинал-дьякон с титулярной диаконией Санти-Козма-э-Дамиано с 28 апреля 1969 по 6 декабря 1975. Кардинал-священник с титулом церкви Сан-Себастьяно-алле-Катакомбе с 6 декабря 1975.

## Начало пути
Йоханнес Виллебрандс родился 4 сентября 1909 года в Бовенкарспеле (нидерл. Bovenkarspel), в епархии Харлема (Нидерланды). Его первое имя Ян.
Образование получил в семинарии Вармонда и Ангеликуме в Риме. Посвящён в священники 26 мая 1934 года, в Вармонде.
Продолжив образование в Риме с 1934 года по 1937 год, он возвратился в Нидерланды в 1937 и служил священником в Амстердаме, а в 1940 году стал преподавать философию в главной семинарии в Вармонде. Пятью годами позже он стал ректором этого учебного заведения и оставался на этом посту до 1960 года.
Виллебрандс демонстрировал очень активный интерес к вопросам христианского единства как председатель Виллибрордской Ассоциации, которая содействовала распространению идей экуменизма в Нидерландах, и в 1951 году организовал Католическую конференцию по экуменическим вопросам.
24 июня 1960 года папа римский Иоанн XXIII назначил его секретарём недавно созданного Секретариата по христианскому единству. Участник Второго Ватиканского Собора. В период его работы он подготовил ряд документов, относящихся к делам экуменизма, религиозной свободе и отношениям с нехристианскими религиями.

## Епископ и кардинал
4 июня 1964 года Виллебрандс был назначен титулярным епископом Маурианы. Ординацию 28 июня 1964 года совершил лично папа римский Павел VI.
Секретарь Секретариата по христианскому единству с 28 июня 1960 года по 12 апреля 1969 года.
На консистории 28 апреля 1969 года возведён в сан кардинала.
Кардинал-дьякон с титулярной диаконией Санти-Козма-э-Дамиано с 28 апреля 1969 года по 6 декабря 1975 года (назначен папой римским Павлом VI).
6 декабря 1975 года кардинал Виллебрандс был назначен архиепископом Утрехта; также с 6 декабря 1975 года по 22 ноября 1982 года исполнял обязанности ординария военного ординариата Нидерландов.
3 декабря 1983 года ушёл в отставку с поста архиепископа Утрехта. Был председателем-делегатом на II Чрезвычайной ассамблее Всемирного Синода Епископов (24 ноября — 8 декабря 1985 года).
Кардинал-священник с титулом церкви Сан-Себастьяно-алле-Катакомбе с 6 декабря 1975 года.
Участник августовского и октябрьского Конклавов 1978 года.
В 1979—1989 годах был сопредседателем Международной смешанной комиссии по католическо-православному диалогу. Посетил Москву впервые 27 сентября — 2 октября 1962 года, имел встречи с Патриархом Алексием I и митрополитом Никодимом (Ротовым).
Потерял право участвовать в выборах папы римского по достижении 80-летнего возраста 4 сентября 1989 года.
Скончался 2 августа 2006 года в Дененкампе, в монастыре сестёр-францисканок. Кардиналу Виллебрандсу было 96 лет, и он был старейшим по возрасту и возведению в сан кардиналом Римско-католической церкви.

## Совет по содействию христианскому единству
12 апреля 1969 года был назначен Павлом VI председателем Секретариата по христианскому единству на место покойного кардинала Беа; оставался на должности до 11 декабря 1989 года.
12 декабря 1989 года стал почётным (лат. emeritus) председателем Папского Совета по содействию христианскому единству, организации Римской курии, которую он возглавлял на протяжении 20 лет.

## Награды
10 октября 1969 года вручён орден РПЦ святого равноапостольного великого князя Владимира I степени.